# Eilean Chathastail
Eilean Chathastail és una petita illa de les Hèbrides Interiors, al nord-oest d'Escòcia. L'illa forma part de l'arxipèlag de les Small Isles («illes petites»). Fa aproximadament 1 km de llarg i està ubicada a tan sols 100 m de Galmisdale, el port de l'illa d'Eigg, al qual dona una protecció natural. El seu nom és un mot del gaèlic escocès i significa «illa del castell».
El far d'Eilean Chathastail fou construït el 1906 pels germans David A. i Charles Alexander Stevenson.